# Prąd powierzchniowy
Prąd powierzchniowy – prąd morski płynący przy powierzchni wody. Jest on bezpośrednio związany z ruchem wiatru, który dzięki sile tarcia przesuwa masy wody.

## Przykłady
Prąd Zatokowy jest silnym prądem powierzchniowym na Atlantyku, którego przepływ powodują antypasaty. Osiąga prędkość przepływu do 2 m/s i słabnie zmierzając ku północnemu wschodowi. Prądem powierzchniowym, który otacza cały glob, jest Prąd Wiatrów Zachodnich opływający Antarktydę
Na Bałtyku, wzdłuż polskich wybrzeży z zachodu na wschód, płynie prąd powierzchniowy o prędkości od kilku do kilkunastu centymetrów na sekundę, który wygładza linię brzegową i rozbudowuje mierzeje. Wzdłuż szwedzkich wybrzeży w przeciwną stronę płynie silniejszy prąd, związany z odpływem wód do Atlantyku przez Cieśniny Duńskie.

## Dynamika
Kierunek poruszania się prądu jest zgodny z wypadkową siły tarcia wiatru i siły Coriolisa. Na samej powierzchni kierunek ruchu wody jest odchylony od kierunku wiatru o około 45°. Kolejne warstwy wód znajdujące się poniżej zaczynają się również poruszać, wskutek siły wzajemnego tarcia. W coraz niższych warstwach siła ta jest coraz mniejsza i coraz bardziej odchylona od kierunku wiatru. W związku z tym ze wzrostem głębokości systematycznie maleje prędkość i zmienia się kierunek ruchu wody, aż do kierunku przeciwnego do kierunku wiatru, tworząc tzw. spiralę Ekmana. Głębokość tej warstwy jest rzędu stu metrów – jest to tzw. głębokość Ekmana. Wypadkowy przepływ w całej kolumnie objętej tym ruchem, całkowity przepływ Ekmana, ma kierunek prostopadły do kierunku wiatru.
Prądy powierzchniowe tworzą się w strefie równikowej przy udziale pasatów i odchylają od kierunku równoleżnikowego pod wpływem siły Coriolisa, a ich dalszy przebieg jest związany z układem napotkanych mas lądowych. Kiedy spotykają się przeciwne prądy powierzchniowe, ten niosący wody o większej gęstości (zimniejsze, bardziej zasolone) zapada się i przestaje być prądem powierzchniowym.
Prądy wywołane krótkotrwałymi wiatrami noszą nazwę prądów wiatrowych, te których przyczyną są długotrwale wiatry (stałe lub sezonowe) nazywa się prądami dryfowymi. Ich wpływ na kolumnę wody zwykle nie przekracza głębokości 200 m, choć są wyjątki – Prąd Zatokowy jest odczuwalny aż do dna oceanu, a Kuro Siwo sięga 2500 m p.p.m.